# Earth Song
"Earth Song" là một bài hát của nghệ sĩ thu âm người Mỹ Michael Jackson nằm trong album phòng thu thứ chín của ông, HIStory: Past, Present and Future, Book I (1995). Nó được phát hành như là đĩa đơn thứ ba trích từ album (ngoại trừ Hoa Kỳ) vào ngày 27 tháng 11 năm 1995 bởi Epic Records. Bài hát được viết lời bởi Jackson, và ông cũng tham gia đồng sản xuất nó với David Foster bên cạnh sự tham gia hỗ trợ sản xuất từ Bill Bottrell. "Earth Song" là một bản ballad kết hợp với những yếu tố của blues, phúc âm và opera mang nội dung đề cập đến vấn đề môi trường và động vật. Đây là một chủ đề Jackson chưa từng trải nghiệm trước đây, mặc dù nam ca sĩ từng thể hiện nhiều bài hát liên quan đến ý thức xã hội như "We Are the World", "Man in the Mirror" và "Heal the World". Ban đầu, nó được sáng tác trong quá trình thực hiện album phòng thu trước của Jackson, Dangerous (1991), với tên gọi "What About Us", nhưng đã không xuất hiện trong phiên bản cuối cùng của album.
Sau khi phát hành, "Earth Song" nhận được những phản ứng đa phần là tích cực từ các nhà phê bình âm nhạc, trong đó họ đánh giá cao thông điệp ý nghĩa, chất giọng của Jackson cũng như quá trình sản xuất của bài hát. Ngoài ra, nó còn tiếp nhận nhiều lời tán dương từ những tổ chức về động vật và môi trường sống bởi nội dung nhân văn của nó, và chiến thắng một giải Genesis cho Giải thưởng Âm nhạc Doris Day. "Earth Song" cũng gặt hái những thành công vượt trội về mặt thương mại, đứng đầu các bảng xếp hạng ở Đức, Ý, Thụy Sĩ và Vương quốc Anh, nơi nó trở thành đĩa đơn bán chạy nhất trong sự nghiệp của Jackson và cũng là đĩa đơn quán quân mùa Giáng sinh năm 1995 tại đây. Ngoài ra, bài hát cũng lọt vào top 10 ở hầu hết những quốc gia nó xuất hiện, bao gồm vươn đến top 5 ở nhiều thị trường lớn như Áo, Bỉ, Đan Mạch, Pháp, Ireland, Hà Lan, New Zealand, Na Uy và Thụy Điển. Năm 2011, một bản phối lại của nó với bài thơ "Planet Earth" (phát hành trước đó trong album This Is It năm 2009) đã được phát hành trong album Immortal (2011).
Video ca nhạc của "Earth Song" được đạo diễn bởi Nick Brandt và ghi hình tại bốn châu lục khác nhau, trong đó tập trung vào sự hủy diệt và tái sinh của Trái Đất. Nó đã nhận được những đánh giá tích cực từ giới phê bình, và nhận được một đề cử giải Grammy ở hạng mục Video hình thái ngắn xuất sắc nhất tại lễ trao giải thường niên lần thứ 39. Để quảng bá bài hát, Jackson đã trình diễn nó trên nhiều chương trình truyền hình và lễ trao giải lớn, trong đó màn trình diễn tại Giải thưởng BRIT đã gây nên nhiều sự chú ý khi Jarvis Cocker, ca sĩ hát chính của ban nhạc Pulp đã trèo lên sân khấu và có những hành động gây rối trong màn trình diễn của Jackson. Ngoài ra, nó cũng xuất hiện trong danh sách trình diễn của chuyến lưu diễn HIStory World Tour (1996-97). "Earth Song" được cho là bài hát cuối cùng Jackson từng luyện tập cho loạt buổi hòa nhạc This Is It vào nửa đêm ngày 25 tháng 6 năm 2009, và được nhận định là bản nhạc cuối cùng được Jackson thể hiện lúc còn sống.

## Danh sách bài hát
| Đĩa đơn Visionary - CD: 1. "Earth Song" (Radio chỉnh sửa) – 5:02 2. "Earth Song" (Hani's Club Experience) – 7:55 - DVD: 1. "Earth Song" (video ca nhạc) – 7:29 Đĩa CD tại Áo 1. "Earth Song" (bản album) – 6:46 2. "Earth Song" (Hani's Radio Experience) – 3:33 3. "Earth Song" (Hani's Around the World Experience) – 14:28 4. "You Are Not Alone" (Knuckluv bản Dub) – 9:40 5. "MJ Megaremix" – 10:33 Đĩa đơn LP - A1. "Earth Song" (Hani's Around the World Experience) – 14:28 - B1. "Wanna Be Startin' Somethin'" (Brothers in Rhythm phối) – 7:36 - B2. "Wanna Be Startin' Somethin'" (Tommy D's Main phối) – 7:41 | Đĩa CD tại Anh quốc #1 1. "Earth Song" (Radio chỉnh sửa) – 5:02 2. "Earth Song" (Hani's Club Experience) – 7:55 3. "Michael Jackson DMC Megamix" (bản chỉnh sửa) – 11:18 Đĩa CD tại Anh quốc #2 1. "Earth Song" (Radio chỉnh sửa) – 5:02 2. "Earth Song" (Hani's Radio Experience) – 3:33 3. "Wanna Be Startin Somethin'" (Brothers in Rhythm phối) – 7:36 4. "Wanna Be Startin Somethin'" (Tommy D's Main phối) – 7:41 Đĩa CD quảng bá tại Tây Ban Nha 1. "Earth Song" (Radio chỉnh sửa) – 5:02 2. "Greatest Hits Classic Megamix" – 4:32 |

## Xếp hạng
| Bảng xếp hạng (1995-96)             | Vị trí cao nhất |
| ----------------------------------- | --------------- |
| Úc (ARIA)                           | 15              |
| Áo (Ö3 Austria Top 40)              | 2               |
| Bỉ (Ultratop 50 Flanders)           | 4               |
| Bỉ (Ultratop 50 Wallonia)           | 2               |
| Canada (RPM)                        | 40              |
| Canada Adult Contemporary (RPM)     | 27              |
| Đan Mạch (Tracklisten)              | 4               |
| Châu Âu (European Hot 100 Singles)  | 1               |
| Phần Lan (Suomen virallinen lista)  | 8               |
| Pháp (SNEP)                         | 2               |
| Đức (Official German Charts)        | 1               |
| Ireland (IRMA)                      | 2               |
| Ý (FIMI)                            | 6               |
| Hà Lan (Dutch Top 40)               | 4               |
| Hà Lan (Single Top 100)             | 3               |
| New Zealand (Recorded Music NZ)     | 4               |
| Na Uy (VG-lista)                    | 4               |
| Scotland (OCC)                      | 1               |
| Thụy Điển (Sverigetopplistan)       | 4               |
| Thụy Sĩ (Schweizer Hitparade)       | 1               |
| Anh Quốc (OCC)                      | 1               |
| Hoa Kỳ Dance Club Songs (Billboard) | 32              |
| Bảng xếp hạng (2006)                | Vị trí cao nhất |
| Tây Ban Nha (PROMUSICAE)            | 1               |

| Bảng xếp hạng (1995)                 | Vị trí |
| ------------------------------------ | ------ |
| Australia (ARIA)                     | 140    |
| Belgium (Ultratop 50 Wallonia)       | 47     |
| Finland (Suomen virallinen lista)    | 55     |
| Germany (Official German Charts)     | 48     |
| Netherlands (Dutch Top 40)           | 110    |
| Netherlands (Single Top 100)         | 66     |
| Norway Autumn Period (VG-lista)      | 18     |
| Sweden (Sverigetopplistan)           | 63     |
| UK Singles (Official Charts Company) | 6      |
| Bảng xếp hạng (1996)                 | Vị trí |
| Austria (Ö3 Austria Top 40)          | 10     |
| Belgium (Ultratop 50 Flanders)       | 88     |
| Belgium (Ultratop 50 Wallonia)       | 50     |
| Denmark (Tracklisten)                | 18     |
| Europe (European Hot 100 Singles)    | 8      |
| France (SNEP)                        | 72     |
| Germany (Official German Charts)     | 13     |
| Italy (FIMI)                         | 40     |
| Netherlands (Dutch Top 40)           | 60     |
| Netherlands (Single Top 100)         | 48     |
| Norway Winter Period (VG-lista)      | 10     |
| Sweden (Sverigetopplistan)           | 63     |
| Switzerland (Schweizer Hitparade)    | 19     |
| UK Singles (Official Charts Company) | 48     |

| Bảng xếp hạng (1990–99)              | Vị trí |
| ------------------------------------ | ------ |
| UK Singles (Official Charts Company) | 25     |

| Bảng xếp hạng                        | Vị trí |
| ------------------------------------ | ------ |
| UK Singles (Official Charts Company) | 158    |

## Chứng nhận
| Quốc gia                                                                           | Chứng nhận  | Số đơn vị/doanh số chứng nhận |
| ---------------------------------------------------------------------------------- | ----------- | ----------------------------- |
| Áo (IFPI Áo)                                                                       | Vàng        | 25.000*                       |
| Bỉ (BEA)                                                                           | Vàng        | 25.000*                       |
| Pháp (SNEP)                                                                        | Vàng        | 250.000*                      |
| Đức (BVMI)                                                                         | 2× Bạch kim | 1.000.000^                    |
| Na Uy (IFPI)                                                                       | Vàng        | 0*                            |
| Thụy Sĩ (IFPI)                                                                     | Bạch kim    | 50.000^                       |
| Anh Quốc (BPI)                                                                     | Bạch kim    | 1,252,071                     |
| Hoa Kỳ (RIAA)                                                                      | Vàng        | 500.000‡                      |
| * Chứng nhận dựa theo doanh số tiêu thụ. ^ Chứng nhận dựa theo doanh số nhập hàng. |             |                               |